# Ung Media Sverige
Ung Media Sverige är ett partipolitiskt och religiöst obundet, ideellt förbund för medieföreningar där minst 60 % av medlemmarna är i åldrarna 6–25 år. Ung Medias syfte är att stödja unga medieproducenter och arbeta för att ungas rätt till tryck- och yttrandefrihet ska respekteras. Ung Media har drygt 6820 medlemmar fördelade på 96 medlemsföreningar över hela landet. Medlemsföreningarna jobbar med foto, radio, film, TV och tidningar. Förbundet ansluter enskilda föreningar och arrangerar träffar, workshops, debatter, ger ut material samt fördelar olika former av ekonomiskt bidrag. Förbundet utfärdar presskort till unga journalister.  
Ung Media Sverige åtnjuter statsbidrag från Myndigheten för ungdoms- och civilsamhällesfrågor (MUCF). Ung Media Sverige är medlem i European Youth Press. 
Under våren 2014 bildades Ung Media Stockholm, vilket var Ung Medias första distrikt. Idag finns distrikten UM Stockholm och UM Väst.

## Organisation
Ung Media Sverige är uppbyggt av 96 medlemsföreningar med sammanlagt över 6000 individuella medlemmar. Förbundets kansli finns i Stockholm och består av generalsekreterare samt ca 4 medlemsutvecklare. 

### Kongressen
Ung Media Sveriges högsta beslutande organ är Kongressen som hålls en gång varje år. Kongressen kallades tidigare för Presskonferensen, vilket numera är namnet på förbundets årliga utbildningshelg. Till Kongressen har varje förening rätt att skicka ett ombud och varje distrikt rätt att skicka två.
På Kongressen väljer ombuden en förbundsstyrelse inför det kommande verksamhetsåret och det beslutas om verksamhetsplan och budget för förbundet. Ung Media har även en treårig strategi och en likabehandlingsplan som båda är fastställda av Kongressen.

### Förbundsstyrelsen
Ung Media Sveriges förbundsstyrelse består av en ordförande, en vice ordförande och fem till nio ledamöter. Förbundet utser också inom sig en kassör, en sekreterare och två likabehandlingsansvariga.

### Distrikt
På Kongressen 2013 beslutade ombuden att lägga till ett kapitel om distrikt i förbundets stadga. Distrikten har samma syfte som förbundet, men verkar inom sina geografiska områden.

#### Lista över distrikt
- Ung Media Stockholm, Stockholms län
- Ung Media Väst, Västra Götalands län[4]

## Historik
- 1999 Föreningen grundades av Fredrik Engström och Peter Hellman i Göteborg, då under namnet Lyran.
- 2000 Artikelbanken startades, ett mediearkiv för medlemmarna att ladda upp och ladda ner artiklar.
- 2001 Skoltidningshandboken, en handbok för skoltidningar gavs ut av föreningen Lyran, Tidningen i skolan och Sveriges Tidskrifter. Föreningen började ge ut presskort för unga journalister
- 2002 Första nationella Ung Media-träffen hölls på Hvitfeldtska gymnasiet i Göteborg, första årsmötet under namnet Presskonferensen, bildbanken, ett mediearkiv med bilder startades, medlemstidningen Avtryck startades
- 2004 bytte föreningen namn till Ung Media Sverige och välkomnade då alla typer av ungdomsmedia, föreningen ingick i ett samarbete med Elevorganisationen och gav ut tidningen Katapult till alla gymnasieskolor i Sverige, Föreningen var med och grundade European Youth Press i Berlin och startade svenska editionen av eventtidningen Orange.
- 2005 Föreningen startade Mediastorm – ett community för medieintresserade ungdomar, medlemstidningen Bold startades.
- 2006 genomfördes det nationella "learning by doing"-utbildningsprojektet Mediakåt på olika orter i landet.
- 2007 höll föreningen kampanjen "Det är för tyst i klassen" och medarrangerade European Youth Media Days inom European Youth Press i samarbete med Europaparlamentet.
- 2008 Föreningen höll ett antal utbildningar runt om i landet, flyttade huvudkontoret till Stockholm och lanserade ett nytt projekt, Ung Bild, som är en europeisk bilddatabas.
- 2010 Med finansiering av Allmänna Arvsfonden startade Ung Media upp Projektet Yttrandefrihet i praktiken (numera under namnet projektet Yttrandefri), ett treårigt projekt med två projektanställda. Syftet var att stärka ungas tryck- och yttrandefrihet, genom bland annat föreläsningar, workshops och debattinlägg. Projektet har bland annat skrivit boken "Yttrandefri – handbok i yttrandefrihet och pressetik för unga journalister" (Elevrörelsens Förlag).
- 2011 Ung Media Sverige och projektet Yttrandefri åkte ut på en två veckor lång roadtrip genom mellersta Sverige för att besöka medieföreningar av olika slag för att prata om Ung Media och för att föreläsa om tryck- och yttrandefrihet samt pressetik.
- 2012 Med finansiering av Ungdomsstyrelsen startade Ung Media Sverige tillsammans Sverok ett mångfaldsprojekt, NAB-projektet – som står för normer, attityder och beteenden – för att granska mångfalden inom de egna förbunden[5].
- 2014 Ung Medias första två distrikt bildas: Ung Media Stockholm och Ung Media Uppsala.
- Projektet Alla röster, drevs av Ung Media Sverige, Kulturens bildningsverksamhet och Ensamkommandes förbund mellan 2016 och 2019. Finansierades av Allmänna Arvsfonden. Under projektets gång anordnades workshops i medieproduktion för unga i åldrarna 12–25 som var nya i Sverige. Genom berättelserna som skapades publicerades Alla Rösters hemsida och blev sedan en bok.
- Bildandet av UM Väst
- Skapandet av Ung Press
- Projekt Nexus, i samarbete med RUM, SUB och Kontaktnätet, finansierat av Allmänna Arvsfonden 2019–2022. Knytpodden startades i samband med projektet, rapporten Kulturlivets fortlevnad och metodboken som beskriver Nexusmodellen.

## Ordförande
- 1999–2003 Fredrik Engström
- 2003–2004 Peter Hellman
- 2004–2005 Tove Frölander
- 2005–2007 Anna Siitam
- 2007–2009 Robin Bartholdson
- 2009–2010 Philip Ahlbom
- 2010–2012 Tove Strander
- 2012–2014 Simon Mogren
- 2015–2017 Sandra Rönnsved
- 2018–2020 Desirée Widell
- 2020–2021 Henrik Almén
- 2021–2022 Agnes Hansius
- 2022–2023 Måns Höög
- 2024–2024 Blessing Olutayo
- 2024– Gaga Jakhashvili (tillförordnad)
- 2024– Henrik Dävermo